# Ungheria ai Giochi della XXVIII Olimpiade
L'Ungheria partecipò ai Giochi della XXVIII Olimpiade, svoltisi ad Atene, Grecia, dal 13 al 29 agosto 2004, con una delegazione di 209 atleti impegnati in venti discipline.

## Medaglie
| Medaglia | Nome     | Sport      | Evento          |
| -------- | -------- | ---------- | --------------- |
| Oro      | Ungheria | Pallanuoto | Torneo maschile |

## Risultati

### Pallanuoto
- Uomini

| Atleta | Classifica |                     |
| --- | --- | ------------------- |
| V · D · M Nazionale maschile ungherese di pallanuoto · Giochi olimpici - Atene 2004 Benedek · Biros · Fodor · Gergely · Kásás · Kiss · Madaras · Molnár · Steinmetz A · Steinmetz B · Szécsi · Varga · Vári · CT : Dénes Kémeny | Oro |                     |
| Nazionale maschile ungherese di pallanuoto · Giochi olimpici - Atene 2004 | |                     |
| Benedek · Biros · Fodor · Gergely · Kásás · Kiss · Madaras · Molnár · Steinmetz A · Steinmetz B · Szécsi · Varga · Vári · CT: Dénes Kémeny                                                                                      | Benedek · Biros · Fodor · Gergely · Kásás · Kiss · Madaras · Molnár · Steinmetz A · Steinmetz B · Szécsi · Varga · Vári · CT: Dénes Kémeny | Ungheria (bandiera) |

- Donne

| Atleta | Classifica |                     |
| --- | --- | ------------------- |
| V · D · M Nazionale femminile ungherese di pallanuoto · Giochi olimpici - Atene 2004 1 Sós · 2 Tiba · 3 Györe · 4 Kisteleki · 5 Stieber · 6 E. Valkai · 7 Drávucz · 8 Zantleitner · 9 Szremkó · 10 Pelle · 11 Valkai · 12 Prímász · 13 Tóth · CT : Tamás Faragó | 6° |                     |
| Nazionale femminile ungherese di pallanuoto · Giochi olimpici - Atene 2004 | |                     |
| 1 Sós · 2 Tiba · 3 Györe · 4 Kisteleki · 5 Stieber · 6 E. Valkai · 7 Drávucz · 8 Zantleitner · 9 Szremkó · 10 Pelle · 11 Valkai · 12 Prímász · 13 Tóth · CT: Tamás Faragó                                                                                       | 1 Sós · 2 Tiba · 3 Györe · 4 Kisteleki · 5 Stieber · 6 E. Valkai · 7 Drávucz · 8 Zantleitner · 9 Szremkó · 10 Pelle · 11 Valkai · 12 Prímász · 13 Tóth · CT: Tamás Faragó | Ungheria (bandiera) |